# Aphanipathidae
Los afanipátidos (Aphanipathidae) son una familia de cnidarios antozoos del orden Antipatharia.
A sus componentes se les enmarca en los denominados corales negros, debido al color negro, o marrón oscuro, de su esqueleto. La mayoría de las especies viven en aguas profundas, por debajo de los 100 m. Análisis filogenéticos del ADN sugieren que la familia nos es monofilética.

## Morfología
Son antozoos coloniales sin esqueleto calcáreo, caracterizados por un esqueleto proteínico, o corallum, que aporta flexibilidad a la estructura colonial. El esqueleto es secretado por el tejido epitelial axial de los pólipos, formando capas concentrícas alrededor de un pequeño núcleo central. El tallo y las ramas están normalmente pinnulados. 
Los pólipos tienen entre 0,5 y 1,3 mm de diámetro en su corte transversal, y poseen 6 tentáculos cortos. Las espinas del tallo son de forma cilíndrica o cónica, a menudo recubiertas con tubérculos cónicos. También poseen 6 mesenterios (divisiones de la cavidad gastrovascular) primarios, y 4 mesenterios secundarios. 
La morfología del corallum, los pólipos y las espinas axiales, son las características taxonómicas usadas en su clasificación.

## Géneros
Actualmente, el Registro Mundial de Especies Marinas acepta los siguientes géneros, enmarcados en dos subfamilias:
Subfamilia Acanthopathinae:
- Acanthopathes. Opresko, 2004
- Distichopathes Opresko, 2004
- Elatopathes. Opresko, 2004
- Rhipidipathes. Milne Edwards & Haime, 1857

Subfamilia Aphanipathinae:
- Aphanipathes. Brook, 1889
- Asteriopathes. Opresko, 2004
- Phanopathes. Opresko, 2004
- Pteridopathes. Opresko, 2004
- Tetrapathes. Opresko, 2004

## Hábitat y distribución
Estos corales se encuentran en las cuencas oceánicas del Atlántico y del Indo-Pacífico, desde las aguas tropicales, dónde son más abundantes, a las aguas templadas.
Su rango de profundidad está entre 3,5 y 2.447 m, en zonas con corrientes, y con un rango de temperaturas entre  10,49 y 28,95 °C.